# Hintonia
Hintonia is een monotypisch geslacht van straalvinnige vissen uit de familie van lantaarnvissen (Myctophidae).

## Soort
- Hintonia candens Fraser-Brunner, 1949